# Ciclo vitale biologico

Il ciclo vitale, in biologia, è un intervallo che può coinvolgere tutte le diverse generazioni di una specie che si susseguono tra loro durante la riproduzione, che avvenga sia tramite riproduzione asessuata che sessuale, ovvero un periodo compreso tra una generazione di organismi e lo stesso identico organismo, in quanto a caratteristiche biologiche, della generazione immediatamente successivamente

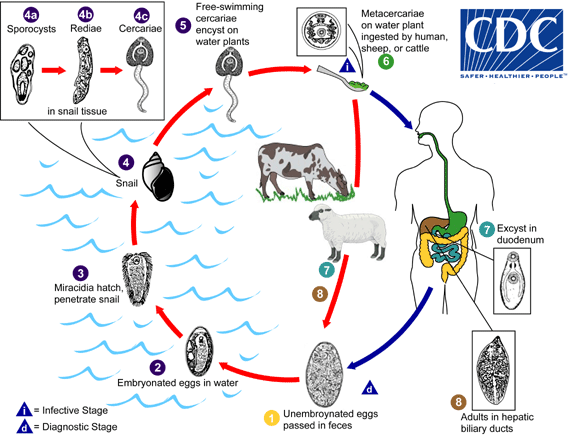
Ciclo vitale di Fasciola hepatica e suoi diversi ospiti.

Come esempio, un ciclo vitale di Fasciola hepatica un verme piatto parassita, comprende tre diverse generazioni pluricellulari:
1. Adulto ermafrodita
  - uova
  - miracidio
2. sporocisti
3. redia
  - cercaria
  - metacercaria

Un tipo particolare di ciclo biologico è quello metagenetico, che avviene solo negli organismi eucarioti, con almeno una fase sessuale nel loro ciclo vitale. Ci sono 3 tipi fondamentali di cicli vitali:
- Ciclo di vita aplonte o a meiosi zigotica
- Ciclo di vita diplonte o a meiosi gametica
- ciclo di vita aplodiplonte

Questi tre tipi di cicli alternano differenti caratteristiche di diploidia e di gameti.
Per tornare ad una fase aploide, deve avvenire la meiosi.
I cicli differiscono nel prodotto della meiosi, e se si verifica mitosi. Meiosi zigotica e gametica hanno una forma e uno stadio mitotico: durante la fase n nella meiosi zigotica e durante la fase 2n nella meiosi gametica.
Pertanto, la meiosi zigotica e gametica sono globalmente definibili aplobiontiche, con una mitosi singola per fase. La meiosi Sporica, invece, ha due eventi mitotici (diplobiontica): uno in ciascuna fase.

## Ciclo vitale aplonte
Il ciclo vitale aplonte (o a meiosi zigotica) è tipico di molti procarioti, della maggior parte dei funghi e si trova anche in alcune alghe verdi (Chlorophyta). L'unica fase diploide del ciclo è rappresentata dallo zigote.
Lo zigote è originato dall'unione di due cellule riproduttive aploidi, i gameti. La meiosi dello zigote porta alla formazione di quattro cellule aploidi definite meiospore. In condizioni ambientali sfavorevoli le meiospore restano quiescenti. Il miglioramento delle condizioni ambientali porta alla germinazione delle meiospore che, in seguito a ripetute mitosi, porteranno allo sviluppo di un individuo completo ed indipendente caratterizzato da un patrimonio genetico aploide. Il ciclo si chiude con la riproduzione. L'individuo aploide, al momento della riproduzione, produrrà cellule generative (gameti), dall'unione delle quali si otterrà un nuovo zigote.

## Ciclo vitale diplonte
Il ciclo vitale diplonte (o a meiosi gametica) è tipico di tutti gli animali ma si trova anche in alcune alghe. La fase diploide del ciclo è rappresentata dall'individuo, che si sviluppa per mitosi dallo zigote.
Lo zigote è originato dall'unione di due cellule riproduttive aploidi, i gameti, prodotte per meiosi in organi sessuali specializzati dell'organismo adulto che ha raggiunto la maturità sessuale. Il processo di produzione dei gameti è noto come gametogenesi. La riproduzione ha luogo con la fusione dei gameti provenienti da organismi diversi della stessa specie (maschi e femmine). La fusione dei gameti aploidi porterà alla formazione di un nuovo individuo diploide, avente parte del corredo genetico di entrambi i genitori. La formazione del nuovo zigote diploide porterà all'inizio di un nuovo ciclo vitale.

## Ciclo vitale aplodiplonte
Il ciclo vitale aplodiplonte (o a meiosi sporica) è tipico di tutte le piante, di alcune alghe e di alcuni funghi. È caratterizzato da due fasi, una aploide, il gametofito, che produce i gameti, ed una diploide, lo sporofito, che produce le spore. Negli animali l'alternanza di generazioni è caratteristica di alcuni cnidari.
Nel ciclo aplodiplonte sono presenti due generazioni: un individuo diploide ed uno aploide, entrambi capaci di riprodursi. Sono quindi presenti due generazioni nello stesso ciclo vitale. L'organismo diploide, chiamato sporofito, è sviluppato per mitosi dallo zigote, un ammasso cellulare, anch'esso diploide, ottenuto dall'unione di cellule aploidi differenti, i gameti. I gameti sono prodotti da organi specializzati detti gametangi.
La maturità dello sporofito porta alla produzione di spore (dette meiospore) che sono aploidi, in quanto derivate da meiosi di cellule particolari che maturano in organi specifici chiamati sporangi. Dato il rivestimento protettivo di sporopolleina, le spore possono sopravvivere nell'ambiente per lunghi periodi di tempo e resistere a condizioni ambientali sfavorevoli. In condizioni che ne permettono lo sviluppo le spore germinano, sviluppando un organismo aploide chiamato gametofito. Il gametofito è un individuo indipendente e, al momento della riproduzione, alcune sue cellule, in strutture particolari (gametangi), si sviluppano e, a seguito di alcune divisioni mitotiche, origineranno i gameti aploidi. Dall'unione di due gameti di categorie sessuali differenti, si svilupperà un nuovo zigote diploide, che darà inizio al nuovo ciclo.
Il ciclo aplodiplonte è presente, anche se raramente, in alcuni animali, come gli cnidari. Le generazioni che si alternano sono, tuttavia, entrambe diploidi ed isomorfiche e vanno da una forma a polipo coloniale ad una forma a medusa. Tale ciclo è definito metagenesi.